# Aline Barros na Estrada
Na Estrada é o terceiro DVD ao vivo de Aline Barros pela MK Music, gravado em Cabo Frio e em Nova Iguaçu no Rio de Janeiro, no lançamento do seu CD Caminho de Milagres. Lançado em 2010, o DVD trouxe os bastidores de alguns de seus shows da turnê do álbum Caminho de Milagres acompanhado de clipes de canções dos seus últimos álbuns. O disco recebeu a indicação de Melhor DVD no Troféu Promessas em 2011.

## Faixas
1. Vou Te Alegrar
2. Tudo é Diferente
3. Homenzinho Torto
4. Pedro, Tiago e João no Barquinho
5. Bem-Aventurado
6. Vento do Espírito / Poder Pra Salvar / Faz um Milagre em Mim / Diante da Cruz / Hosana
7. Caminho de Milagres
8. Ao Erguermos as Mãos
9. Rei Meu
10. Diante da Cruz
11. Sonda-me, Usa-me
12. Apaixonado
13. Captura-me
14. Tudo é Teu